# Bœuf de Matsusaka
Matsusaka-ushi (松阪牛, bœuf de Matsusaka) est un bœuf japonais (wagyū) à robe noire aussi connu sous les noms kuroge washu ou Japanese Black, provenant de la région de Matsusaka dans la préfecture de Mie au Japon. C'est une des viandes les plus réputées au Japon et dans le monde, le bœuf de Matsusaka étant considéré comme l'un des 3 meilleurs bœufs japonais (sandai wagyuu), avec le bœuf de Kobe, le bœuf Ōmi ou le bœuf de Yonezawa. Sa particularité est de présenter un ratio gras/viande important.
En 2009, le prix de cette viande avoisinait les 225 dollars américains par livre.

## Élevage
Le bœuf de Matsusaka est produit à partir de la lignée  Tajiri ou Tajima, de la préfecture de Hyōgo. 
Ils sont élevés dans l'atmosphère calme de la région environnant  Matsusaka, entre la rivière Kumozu au nord et la rivière Miyagawa au Sud. Seules les femelles sont élevées à  Matsusaka, où elles sont nourries avec du fourrage, de l'okara et du blé complet. Quand elles n'ont pas faim, on leur donne de la bière pour  réveiller leur appétit ; elles sont aussi massées régulièrement. De la musique est aussi diffusée pour les calmer.